# マリア・レオポルディーネ・フォン・ティロル
マリア・レオポルディーネ・フォン・エスターライヒ＝ティロル（Maria Leopoldine von Österreich-Tirol, 1632年4月6日 - 1649年8月7日）は、神聖ローマ皇帝フェルディナント3世の2度目の皇后。

## 生涯
オーストリア大公レオポルト5世（皇帝フェルディナント2世の弟）と、妃クラウディア・デ・メディチとの間に三女（第5子）としてインスブルックで生まれた。
1648年7月、従兄にあたるフェルディナントとリンツで結婚した。翌1649年8月7日に長男カール・ヨーゼフ（1649年 - 1664年）を出産後、死去した。遺体はウィーンのカプツィーナー納骨堂に葬られた。